# الدوري الفرنسي الدرجة الخامسة
بطولة فرنسا الوطنية 3 وأيضا يطلق عليها الدرجة الخامسة هي خامس أعلى درجة بطولة في كرة القدم الفرنسية حيث تقع أسفل الدوري الفرنسي الدرجة الوطنية 2 .